# 13859 Fredtreasure
13859 Fredtreasure (1999 XQ136) là một tiểu hành tinh vành đai chính được phát hiện ngày 13 tháng 12 năm 1999 bởi C. W. Juels ở Fountain Hills.